# تيار التجديد الإسلامي
الحركة الجديدة   أو التيار التجديدي كانت حركة سياسية ودينية وثقافية حداثية إسلامية في الإمبراطورية الروسية في أواخر القرن التاسع عشر وأوائل القرن العشرين. كانوا يشيرون إلى أنفسهم عادة بالمصطلحات التتارية Taraqqiparvarlar ("التقدميون")، أو Ziyalilar ("المثقفون")، أو ببساطة Yäşlär/Yoshlar ("الشباب"). دعت الحركة التجديدية إلى الإصلاح الاجتماعي والثقافي الإسلامي من خلال إحياء المعتقدات والتعاليم الإسلامية الأصيلة ، مع الانخراط في الوقت نفسه في الحداثة . كان التجديديون يرون أن الشعوب المسلمة في روسيا القيصرية دخلت فترة من الانحطاط الأخلاقي والاجتماعي، ولا يمكن تصحيحها إلا من خلال اكتساب نوع جديد من المعرفة والإصلاح الثقافي الحداثي على النموذج الأوروبي.
لعبت ظهور التقنيات الحديثة في الاتصالات والنقل مثل التلغراف (الإبراق)، والمطبعة، ونظام البريد الحديث، والسكك الحديدية، فضلًا عن انتشار الأدب الإسلامي من خلال وسائل الإعلام المطبوعة مثل الدوريات والمجلات والصحف، دورًا رئيسًا في نشر المُثل العليا الجديدة في آسيا الوسطى. على الرغم من وجود اختلافات أيديولوجية جوهرية داخل الحركة، تميز التجديديون باستخدامهم الواسع النطاق لوسائل الإعلام المطبوعة في الترويج لرسائلهم والدعوة إلى أصول التجديد أو "الطريقة الجديدة" للتدريس في كُتاب الإمبراطورية، والتي اشتق منها مُصطلح "الجديدية". وبموجب نظامهم الأصولي الجديد للتعليم، أنشأ التجديديون مؤسسات تعليمية رائدة تدرس مناهج موحدة ومنضبطة لجميع المسلمين في جميع أنحاء آسيا الوسطى. يتضمن المنهج الجديد كُلًّا من التعليم الديني وعلوم المواد التي من شأنها أن تكون مفيدة للمجتمع في مواجهة تحديات العصر الحديث التي بدأت بالظهور.
وكان من أبرز الشخصيات التي ساهمت في جهود إصلاح التعليم المثقف والمربي والناشر والسياسي التتري القرمي إسماعيل جاسبرينسكي (1851-1914). وقد حمل مثقفون مثل محمود خوجة بهبودي [الإنجليزية]، مؤلف المسرحية الشهيرة "مقتل الأب" ومؤسس إحدى المدارس الجديدة الأولى في تركستان ، أفكار غاسبرينسكي إلى آسيا الوسطى. لقد شكل الخطاب المناهض للاستعمار جانبًا رئيسًا من الحركة التجديدية؛ حيث عمل زعماء مثل جاسبرينسكي على تعزيز النشاط السياسي المناهض لروسيا. في أعقاب هزيمة الإمبراطورية العثمانية وانهيارها في أعقاب الحرب العالمية الأولى، وسّع التجديديون انتقاداتهم المناهضة للاستعمار ضد القوى العظمى المتحالفة مثل الإمبراطورية البريطانية وغيرها من الإمبراطوريات الأوروبية الغربية؛ حيث كانوا يشعرون بأخويّة دينية وحنينيّة لشعوب العالم الإسلامي ككل، والشرق الأوسط بشكل خاص. تم الاعتراف بأعضاء الحركة وتكريمهم في أوزبكستان بعد تفكك الاتحاد السوفيتي.

## العلاقة مع رجال الدين المسلمين

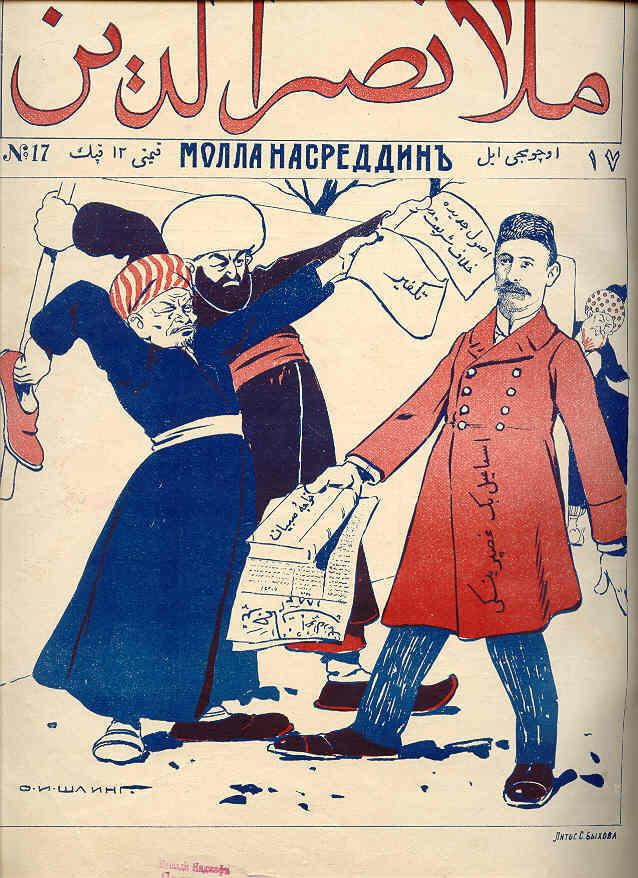
رسم كاريكاتوري للمعلم والمثقف التتري القرمي إسماعيل غاسبرينسكي (على اليمين)، يظهر وهو يحمل صحيفة ترجمان (مجلة) ("المترجم") والكتاب المدرسي "خوجة سوبيان" ("معلم الأطفال") في يده. رجلان، من رجال الدين المسلمين التتار والأذربيجانيين على التوالي، يهددونه بالتكفير وأحكام الشريعة (على اليسار). من مجلة الملا نصر الدين الساخرة، العدد 17، 28 نيسان 1908، تبليسي (الرسام: أوسكار شمرلينج).

غالبًا ما كان الفكر التجديدي يحمل مشاعر معادية لرجال الدين بشكل واضح. عارض العديد من رجال الدين المسلمين برامج وأيديولوجيات التجديد، واعتبروها بدعة غير إسلامية وهرطقة. لقد رأى العديد من التجديديين أن هؤلاء "القادميين" (أنصار الطرق القديمة) ليس فقط مثبطين للإصلاح الحديث ولكن أيضًا نخب فاسدة ومهتمة بمصالحها الذاتية ولا تكمن سلطتها في الإيمان الإسلامي كما تمليه القرآن الكريم، وأدبيات الحديث، والسنة، بل في التقاليد المحلية التي كانت معادية للإسلام "الأصيل" وضارة بالمجتمع. في مجلته العربية "النهضة"، نشر المربي والمفكر التتري القرمي إسماعيل جاسبرينسكي رسومًا كاريكاتورية ساخرة في القاهرة، في مصر التي كانت تحت الحكم البريطاني، تصور رجال الدين المسلمين، مثل الملالي والشيوخ، كشخصيات جشعة وشهوانية تمنع النساء المسلمات من أخذ مكانهن الصحيح كمساوين اجتماعيين التي كانت موجودة في السابق وتستغل حسن نية وثقة الأتراك العلمانيين. وقد انتقد التجديديون الفكر السلفي تحديدًا على حساب التيارات السنية التقليدية الأخرى، وكانوا يتصورونه تيارًا لن يجلب الاستقرار والازدهار للمنطقة.
أكد التجديديون أن العلماء كطبقة ضروريون لتثقيف المجتمع التركي والحفاظ عليه، ولكنهم أعلنوا في الوقت نفسه أن العلماء الذين لا يشاركونهم رؤيتهم للإصلاح لا يعرفون المعرفة الحقيقية بالإسلام. وبصورة حتمية، تم التنديد بأولئك الذين عارضوا مشروعهم الحداثي باعتبارهم مدفوعين بالمصلحة الذاتية وليس الرغبة في رفع مستوى إخوانهم الأتراك. بعد السلفية، تلقى الصوفيون اتهامات قاسية. لم ينظر التجديديون إلى العلماء والصوفية باعتبارهم ركائز للمبادئ الإسلامية، بل باعتبارهم أنصار شكل شائع غير تقليدي للإسلام، معادي للتحديث والتقاليد الإسلامية الأصيلة. اتهم التجديديون في آسيا الوسطى قادتهم بالسماح بالانحلال الأخلاقي في المجتمعات الإسلامية، كما يتضح من انتشار إدمان الكحول، واللواط، وتعدد الزوجات المُطرد، والتمييز على أساس الجنس بين المسلمين، بينما تعاونوا في الوقت نفسه مع المسؤولين الروس لتعزيز سلطتهم كنخب.
وعلى الرغم من معاداتهم لرجال الدين، فإن التجديديين كانوا في كثير من الأحيان يشتركون في الكثير من الأمور الدينية مع القدميين. وقد تلقى العديد منهم تعليمهم في الكُتاب والمدارس الدينية التقليدية، وكانوا ينتمون إلى عائلات متميزة. وكما يؤكد المؤرخ أديب خالد [الإنجليزية]، فإن التجديديين والعلماء القدماء كانوا منخرطين في الأساس في معركة حول القيم التي ينبغي إسقاطها على ثقافة آسيا الوسطى. سعى كل من التجديديين والقادميين إلى تأكيد قيمهم الثقافية الخاصة، حيث استمدت إحدى المجموعتين قوتها الاستراتيجية من علاقتها بالأشكال الحديثة للتنظيم الاجتماعي ووسائل الإعلام، بينما استمدت المجموعة الأخرى قوتها من مكانتها كبطلة لأسلوب حياة قائم احتلت فيه بالفعل مراكز سلطة.

## الإصلاح التعليمي
كان أحد الأهداف الرئيسة للتجديديين هو إصلاح التعليم. لقد أرادوا إنشاء مدارس جديدة تدرس بطريقة مختلفة تمامًا عن المدارس الابتدائية التي كانت موجودة في جميع أنحاء المناطق الإسلامية التركية في الإمبراطورية الروسية. رأى التجديديون أن نظام التعليم التقليدي هو "أوضح علامة على الركود، إن لم يكن الانحطاط، في آسيا الوسطى". وشعروا أن إصلاح نظام التعليم هو أفضل طريقة لتنشيط المجتمع التركي الذي يحكمه الغرباء. وانتقدوا تركيز المكاتب على حفظ النصوص الدينية بدلًا من التركيز على شرح تلك النصوص أو على اللغة المكتوبة. يشير خالد إلى مذكرات الطاجيكي جديد صدر الدين عيني، الذي حضر أحد المكتبات في تسعينيات القرن التاسع عشر؛ حيث أوضح عيني أنه تعلم الأبجدية العربية كوسيلة مساعدة للحفظ ولكنه لم يكن يستطيع القراءة إلا إذا كان قد حَفِظ النص المعني بالفعل.
ولم يكن نظام التعليم التقليدي هو الخيار الوحيد للطلاب في آسيا الوسطى، ولكنه كان أكثر شعبية من البديل. ابتداءً من عام 1884، أنشأت الحكومة القيصرية في تركستان مدارس "روسية أصلية". لقد قاموا بدمج دروس اللغة الروسية والتاريخ مع تعليمات تشبه التدريس في المكتبات من المعلمين الأصليين. كان العديد من المعلمين الأصليين من أتباع المذهب الجديد، ولكن المدارس الروسية لم تصل إلى شريحة واسعة من السكان بما يكفي لخلق الانتعاش الثقافي الذي رغب فيه أتباع المذهب الجديد. وعلى الرغم من تأكيدات الحاكم العام الروسي بأن الطلاب سوف يتعلمون كل الدروس التي يمكنهم توقعها من الكُتاب، فإن عددًا قليلًا جدًّا من الأطفال حضروا المدارس الروسية، حيث خاف الأهالي على إسلام أطفالهم وقيمهم. على سبيل المثال، في عام 1916، كان عدد الأتراك الذين التحقوا بالمدارس الابتدائية العليا الروسية في آسيا الوسطى أقل من 300.
في عام 1884، أسس إسماعيل غاسبيرالي أول مدرسة "للمنهج الجديد" في شبه جزيرة القرم الذي كان يسكنه الأتراك آنذاك قبل ترحيل تتار القرم. ورغم أن شهرة مثل هذه المدارس بين التتار ارتفعت بسرعة، واشتهرت بفضل مفكرين مثل أبو ناصر قرساوي، وموسى بيجييف، وجاسبيرالي نفسه، فإن انتشار مدارس الطريقة الجديدة في آسيا الوسطى كان أبطأ وأكثر تقطعًا، على الرغم من الجهود الدؤوبة التي بذلتها مجتمعات مترابطة من المصلحين.
وأكد الجديديون أن النظام التعليمي التقليدي لم ينتج خريجين يمتلكون المهارات اللازمة للتنقل بنجاح في العالم الحديث، كما أنه لم يكن قادرًا على رفع المستوى الثقافي للمجتمعات التركية في الإمبراطورية الروسية. إن الطريقة الأكيدة لتعزيز تطور الأتراك، وفقًا للتجديديين، كانت التغيير الجذري في نظام التعليم. وكانت المدارس ذات المنهج الجديد بمثابة محاولة لإحداث مثل هذا التغيير. بالإضافة إلى تدريس المواد المكتبية التقليدية، ركزت المدارس ذات المنهج الجديد بشكل خاص على مواد مثل الجغرافيا والتاريخ والرياضيات والعلوم. ولعل التغيير الأكثر أهمية وانتشارًا في المناهج التقليدية كان إصرار التجديديين على أن يتعلم الأطفال القراءة من خلال الأساليب الصوتية التي حققت نجاحًا أكبر في تشجيع محو الأمية الوظيفية. ولتحقيق هذه الغاية، قام التجديديون بتأليف الكتب المدرسية والكتب التمهيدية الخاصة بهم، بالإضافة إلى استيراد الكتب المدرسية المطبوعة خارج تركستان الروسية في أماكن إسلامية مثل القاهرة وطهران وبومباي وإسطنبول. على الرغم من أن العديد من الكتب المدرسية المبكرة (والمعلمين) جاءت من روسيا الأوروبية، إلا أن أتباع آسيا الوسطى الجدد نشروا النصوص أيضًا، وخاصة بعد ثورة 1905. كان التكوين المادي للمدارس ذات الطريقة الجديدة مختلفًا أيضًا، وفي بعض الحالات شمل ذلك إدخال المقاعد والمكاتب والسبورات والخرائط في الفصول الدراسية.
ركزت المدارس الجديدة على محو الأمية باللغات الأصلية (غالبًا التركية) بدلًا من الروسية أو العربية. ورغم أن المدارس الجديدة، وخاصة في آسيا الوسطى، احتفظت بالتركيز التقليدي، فإنها كانت تُدرس "التاريخ الإسلامي وأساليب الفكر" بدلًا من مجرد الحفظ. على عكس سابقاتها التقليدية، لم تسمح المدارس الجديدة بالعقاب البدني. كما شجعوا الفتيات على الحضور.

## الصحافة ووسائل الإعلام المطبوعة
كان العديد من أتباع التيار التجديدي منخرطين بشكل كبير في مجال الطباعة والنشر، وهو مشروع جديد نسبيًا بالنسبة للأتراك المسلمين في روسيا. كانت المطبوعات المبكرة التي أنشأها ووزعها عامة الناس في تركستان عبارة عن نسخ حجرية من المخطوطات القانونية من الأنواع التقليدية. من عام 1905 إلى عام 1917، تم نشر 166 صحيفة ومجلة جديدة باللغة التتارية.
ومع ذلك، استخدم التركستانيون الجدد وسائل الإعلام المطبوعة لإنتاج الكتب المدرسية والصحف والمجلات ذات المنهج الجديد بالإضافة إلى المسرحيات والأدب الجديد بأسلوب مبتكر بشكل واضح. كانت الصحف الخاصة (أي غير المملوكة للدولة) باللغات المحلية متاحة للتتار في وقت سابق، وكانت صحيفة جاسبرينسكي ترجمان [الإنجليزية] ("المترجم") أداة رئيسة للرأي الجديد والتي كانت تقرأ على نطاق واسع في جميع المناطق التركية في الإمبراطورية.

## طالع أيضًا
- مجدد
- آسيا الوسطى السوفيتية
- الاتحاد السوفياتي
- الإسلام
- الأوزبك
- أوزبكستان
- الشباب البخاريين [الإنجليزية]
- شباب خيوانا [الإنجليزية]

## ملحوظات
1. ↑  العربية: جديدية, رومنة: jadīdiyya, lit. 'the renewal'; البشكيرية: Йәҙитселек; التتارية القرمية: Usul-i Cedid; القازاقية: Жәдитшілік, رومنة: Jäditşılık; القرغيزية: Жадидчилик, رومنة: Cadidçilik; الروسية: Джадидизм, رومنة: Dzhadidizm; التتارية: Җәдитчелек, رومنة: Cädidçelek; الأوزبكية: Jadidchilik
2. ↑  يُطلق على أفرادها لفظ (التجديديون).[1]

## الأبحاث
- Bergne، Paul (2003). "The Kokand Autonomy 1917-18. Political background, Aims and Reasons for Failure". في Tom Everett-Heath (المحرر). Central Asia. Aspects of Transition. London.{{استشهاد بكتاب}}:  صيانة الاستشهاد: مكان بدون ناشر (link)
- Fedtke، Gero (1998). "Jadids, Young Bukharans, Communists and the Bukharan Revolution. From an Ideological Debate in the Early Soviet Union". في Anke von Kügelgen (المحرر). Muslim Culture in Russia and Central Asia. Inter-regional & Inter-ethnic Relations. Berlin.{{استشهاد بكتاب}}:  صيانة الاستشهاد: مكان بدون ناشر (link)
- Allworth، Edward (1989). "The focus of literature". في Edward Allworth (المحرر). Central Asia: 120 Years of Russian Rule. Durham, NC: Duke University Press. ISBN:978-0-8223-0930-7.
- d'Encausse، Hélène Carrère (1989). "Social and political reform". في Edward Allworth (المحرر). Central Asia: 120 Years of Russian Rule. Durham, NC: Duke University Press. ISBN:978-0-8223-0930-7.
- Keller، Shoshana (2001). To Moscow, Not Mecca: The Soviet Campaign Against Reform in Central Asia, 1917–1941. Westport, CT: بريغير  [لغات أخرى]‏. ISBN:978-0-275-97238-7.{{استشهاد بكتاب}}:  صيانة الاستشهاد: علامات ترقيم زائدة (link)
- Khalid، Adeeb (1998). The Politics of Muslim Cultural Reform: Jadidism in Central Asia. Berkeley, CA: دار نشر جامعة كاليفورنيا. ISBN:978-0-520-21356-2.[21]
- —— (2001). "Nationalizing the revolution in Central Asia: the transformation of Jadidism, 1917–1920". في Ronald Grigor Suny & Terry Martin (المحرر). A State of Nations: Empire and Nation-Making in the Age of Lenin and Stalin. New York, NY: دار نشر جامعة أكسفورد. ISBN:978-0-19-514423-9.
- —— (2006). "Backwardness and the quest for civilization: early Soviet Central Asia in comparative perspective". Slavic Review. ج. 65 ع. 2: 231–251. DOI:10.2307/4148591. JSTOR:4148591. S2CID:163421953.
- —— (1994). "Printing, publishing, and reform in tsarist Central Asia" (PDF). المجلة الدولية لدراسات الشرق الأوسط. ج. 26 ع. 2: 187–200. DOI:10.1017/S0020743800060207. S2CID:159647228. مؤرشف من الأصل (PDF) في 2025-01-22.
- Kirimli, H. (1993). The "Young Tatar" Movement in the Crimea, 1905-1909. Cahiers Du Monde Russe Et Soviétique, 34(4), 529-560. Retrieved from https://www.jstor.org/stable/20170880
- Kuttner، Thomas (1975). "Russian Jadīdism and the Islamic world: Ismail Gasprinskii in Cairo, 1908. A call to the Arabs for the rejuvenation of the Islamic world". Cahiers du Monde Russe et Soviétique. ج. 16 ع. 3: 383–424. DOI:10.3406/cmr.1975.1247. مؤرشف من الأصل في 2024-06-06.
- Sahadeo، Jeff (2007). "Progress or peril: migrants and locals in Russian Tashkent, 1906-1914". في Nicholas B. Breyfogle, Abby M. Schrader & Willard Sunderland (المحرر). Peopling the Russian Periphery: Borderland Colonization in Eurasian History. London: روتليدج (دار نشر). ISBN:978-0-415-41880-5.
- Абдирашидов، Зайнабидин (2011). Исмаил Гаспринский и Туркестан в начале ХХ века: связи-отношения-влияние. Ташкент: Akademnashr. ISBN:9789943373976.
- Минтс، И. И. (1967). Победа Советской Власти в Средней Азии и Казахстане. Tashkent.{{استشهاد بكتاب}}:  صيانة الاستشهاد: مكان بدون ناشر (link)
- S. A. Dudoignon & F. Georgon (المحرر). "Le Réformisme Musulman en Asie Centrale. Du "premier renouveau" à la Soviétisation 1788–1937". Cahiers du Monde Russe. ج. 37.

## روابط خارجية
- آسيا الوسطى: التجديد - تقليد قديم من التجديد من راديو أوروبا الحرة/راديو ليبرتي
- التجديدية - تقليد قديم من التجديد